# 埼玉県立循環器・呼吸器病センター
埼玉県立循環器・呼吸器病センター（さいたまけんりつじゅんかんき・こきゅうきびょうセンター）は、埼玉県熊谷市にある医療機関。旧埼玉県立小原療養所。

## 沿革
県内に4カ所ある疾患別の医療センターの一つ。結核療養所であった埼玉県立小原療養所（1954年開所）を改組し、1994年4月、心臓疾患・大血管疾患・脳血管疾患など循環器系疾患患者数の増加に対応するため、高度で専門的な医療設備と技術を備えた埼玉県立小原循環器病センターとして発足。1998年4月に肺がん等の呼吸器系難治疾患への対応強化のため呼吸器部門の充実を図り、現在の名称に変更している。
埼玉県病院事業の設置等に関する条例（昭和41年12月20日条例第62号）に基づき埼玉県が設置運営する県立病院として設立された。病院の業務は「主として循環系及び呼吸系の疾病に関し必要な医療の提供」（条例第4条）である。
2017年3月には新館棟を建設し、呼吸器系疾患の病棟及び外来診察室、手術室やICU（集中治療室）も移転した。また、新館棟には緩和ケア病棟（24床）や外来化学療法室（10ベッド）も新設し、医療機能が拡充されている。また、本館棟から新館棟へ移転した手術室等の移転後のスペースを利用して、2017年9月にCCU（冠疾患集中治療室）がゆとりある広さに再整備された。
2018年3月、本館棟に人工透析室（6ベッド、今後最大10ベッド）を新たに設置するなど更なる充実が図られ、埼玉県北部を中心とした地域の医療の高度化に大きく寄与することが期待されている。
2021年4月に地方独立行政法人埼玉県立病院機構による運営に移行した。

## 診療科目
- 循環器内科
- 腎臓内科
- 心臓外科
- 血管外科
- 放射線科
- 呼吸器内科
- 緩和ケア内科
- 呼吸器外科
- 消化器外科
- 脳神経外科
- リハビリテーション科
- 麻酔科
- 病理診断科

## 医療機関の指定等
- 保険医療機関
- 労災保険指定医療機関
- 指定自立支援医療機関（更生医療）
- 生活保護法指定医療機関
- 第二種感染症指定医療機関
- 結核指定医療機関
- 地域医療支援病院

## 交通アクセス
埼玉県道130号小江川本田線沿い
- バス
  - 「県立循環器・呼吸器病センター」停留所（敷地内本館前のロータリー）発着
    - JR・秩父鉄道 熊谷駅より 国際十王バス [KM15]県立循環器・呼吸器病センター経由 小川町駅行きまたは、[KM16]県立循環器・呼吸器病センター行き
    - JR・東武鉄道 小川町駅より 国際十王バス [KM15]県立循環器・呼吸器病センター経由 熊谷駅行き
    - 秩父鉄道 明戸駅・武川駅より 深谷市コミュニティバス「くるリン」川本デマンド（デマンドバス）

  - 「ひばり薬局循環器呼吸器病センター前」停留所（県道上）発着
    - 東武鉄道 森林公園駅より 花園観光バス 系統1または2ふかや花園プレミアム・アウトレット行き